# Microcerella chaetosa
Microcerella chaetosa är en tvåvingeart som först beskrevs av Townsend 1927.  Microcerella chaetosa ingår i släktet Microcerella och familjen köttflugor. Inga underarter finns listade i Catalogue of Life.